# Yago Pico de Coaña
Yago Pico de Coaña y de Valicourt (* 15. März 1943 in Madrid) ist ein spanischer Diplomat im Ruhestand.

## Leben
Mitglied einer Familie aus Asturian, die aus Coaña stammt.
Er schloss ein Studium der Rechtswissenschaft an der Universität Complutense Madrid ab und studierte an der Diplomatischen Schule in Madrid.
1971 trat er in den auswärtigen Dienst.
Von 1972 bis 1976 war er Gesandtschaftssekretär dritter Klasse in Guatemala-Stadt.
Von 1977 bis 1980 war er Gesandtschaftsrat nächst dem UNO-Hauptquartier.

## 31. Januar 1980 Brand in der spanischen Botschaft in Guatemala
Am 31. Januar 1980 hatten Bauern aus Uspantán Departamento Quiché, die spanische Botschaft friedlich besetzt, um ihre Forderungen vorzustellen.
Sie hatten Monate in der Guatemala-Stadt verbracht, um vor der Regierung und anderen guatemaltekischen Institutionen den Mord an sieben Bauernkameraden anzuprangern, die die Armee in der olivgrünen Uniform der Guerilla gekleidet und dann hingerichtet hatten, um sie wie eine Guerilla aussehen zu lassen.
Da ihnen niemand antwortete, suchten sie die spanischen Botschaft auf.
Máximo Cajal López, der spanische Botschafter in Guatemala, erklärte ausdrücklich seine Weigerung, eine Invasion durchzuführen. Mitten in einer großen Spannung brachen die Polizeikräfte des guatemaltekischen Militärregimes von Fernando Romeo Lucas García mit einer Virulenz, die alle überraschte, in die spanische Kanzlei ein. Der Angriff und das anschließende Feuer endeten mit 39 getöteten wehrlosen Menschen, darunter Vicente Menchu der Vater von Rigoberta Menchu. Es gab zwei Überlebende, Botschafter Máximo Cajal Lópezl, der schwer verletzt fliehen konnte, und Yujá Xoná ein Chiché, der anschließend von der Justizpolizei aus dem Krankenhaus entführt und ermordet wurde. Die guatemaltekische Exekutive hatte alle Grundsätze des Völkerrechts verletzt.
Das Kabinett Suárez III brach seine diplomatischen Beziehungen zum Regime von Fernando Romeo Lucas García ab.
Venezuela wurde Schutzmacht für die spanischen Interessen in Guatemala.
Bis April 1980 leitete Yago Pico de Coaña den Bereich spanische Interessen in der venezolanischen Botschaft in Guatemala-Stadt.
Vierunddreißig Jahre später gibt Pico de Coaña sein Zeugnis von den schwerwiegenden Ereignissen ab, die ihn lebenslang an Máximo Cajal gebunden haben, einen anderen spanischen Botschafter, den er bis dahin nicht kannte.
Von April 1980 bis 1984 war er stellvertretender Leiter der Abteilung Mexiko, Mittelamerika und Karibik.
Von 1984 bis 1986 war er Nachrück Beobachter bei der Organisation Amerikanischer Staaten.
Von 1986 bis 6. November 1987 war er Botschafter Managua.
Von 6. November 1987 bis 1996 leitete er die Abteilung Ibero-Amerika.
Von 1996 bis November 2002 war er Botschafter in Bogota.
Von November 2002 bis Oktober 2003 war er Assistent des Staatssekretärs für auswärtige Angelegenheiten.
Von Oktober 2003 bis Juli 2004 war er Ständiger Vertreter der spanischen Regierung bei der UNESCO in Paris.
Von Juli 2004 bis April 2005 war er Beauftragter für multilaterale lateinamerikanische Angelegenheiten.
Von April 2005 bis November 2010 war er Geschäftsführer des Facilitymanagement des Patrimonio Nacional. Als solcher opponierte gegen die Schließung einer Basilika im Valle de los Caídos, einem Beschluss des Kabinett Zapatero II im Dezember 2009, worauf er zum Botschafter in Wien ernannt wurde.
Von 16. November 2010 bis 17. April 2013 war er Botschafter in Wien.
| Vorgänger                          | Amt | Nachfolger                                     |
| ---------------------------------- | --- | ---------------------------------------------- |
| Máximo Cajal y López               | Leiter der spanischen Interessenvertretung in der venezolanischen Botschaft in Guatemala-Stadt 31. Januar 1980 bis April 1980 | José Luis Crespo de Vega                       |
| Luis Cuervo                        | Spanischer Botschafter in Managua 1987 bis 6. November 1987                                                                   | Miguel Ángel Fernández de Mazarambroz Bernabeu |
| Carmelo Angulo Barturen            | Leiter der Abteilung Iberoamérica im spanischen Außenministerium 1987–1996                                                    | Juan Pablo de Laiglesia                        |
| Carmelo Angulo Barturen            | Spanischer Botschafter in Bogota 1996 bis November 2002                                                                       | Carlos Gómez-Múgica                            |
| Francisco Villar y Ortiz de Urbina | Ständiger Vertreter Spaniens bei der UNESCO 2003–2004                                                                         | José María Ridao Dominguez                     |
| José María Pons Irazazábal         | Spanischer Botschafter in Wien 16. November 2010 bis 17. Apr. 2013                                                            | Alberto Carnero                                |